# Араміс Набіл Кузін
Араміс Набіл Кузін (англ. Aramis Nabil-Kouzine; нар. 3 жовтня 1998) — канадський футболіст українського походження, нападник данського клубу «Тістед».

## Кар'єра гравця

### Ранні роки
Народився 3 жовтня 1998 року в канадському місті Торонто. На юнацькому рівні виступав у філадельфійських клубах «ФК Європа» та «Пенсильванія Класікс», у футболці якої виступав на турнірі розвитку Федерації сокеру США (3 матчі, 1 гол).
Закінчив школу В Харрінтоні, після чого вступив до Пенсильванського університету. Під час навчання в університеті виступав за клуб «Пенсильванія Квокерз» (12 матчів, 1 гол). Потім грав за футбольну (сокер) команду свого університету.
У сезоні 2011/12 років тренувався в молодіжній академії московського ЦСКА, виступав на юнацькій першості Москви з футзалу. Також побував на перегляді в «Евертоні» та «Рейнджерс».
У 2017 році підиписав контракт з «Пенсільванія Квокерз», проте грав того року виключно за «Норт Кароліна U-23» у PDL (третій футбольний дивізіон у США), в якому зіграв 6 матчів та відзначився 1 голом.

### Виступи в Україні
Ще влітку 2017 року проходив перегляд в столичному клубі «Оболонь-Бровар», за який зіграв у декількох товариських матчах, проте тоді до підписання контракту справа так і не дійшла. 18 січня 2018 року підписав контракт з «Оболонь-Бровар», ставши другим канадським футболістом в історії українського футболу (першим був Мілан Божич, який виступав за «Волинь» у 2005 році). Дебютував за київську команду 25 березня 2018 року в програному (0:1) виїзному поєдинку 24-о туру Першої ліги проти МФК «Миколаїв». Араміс вийшов на поле на 89-й хвилині, замінивши Олександра Козака. Дебютним голом за «пивоварів» відзначився 11 травня 2018 року на 90+3-й хвилині нічийного (1:1) домашнього поєдинку 33-о туру Першої ліги проти краматорського «Авангарду» (Краматорськ). Кузін вийшов на поле на 80-й хвилині, замінивши Олександра Козака.
Улітку 2019 року Кузін підписав однорічний контракт з «Дніпром-1», що виступав у Українській прем'єр-лізі, але грав виключно за резервну команду.

### Подальші виступи
Наприкінці лютого 2020 року став гравцем клубу данської Суперліги «Ольборг», але і тут за першу команду не зіграв жодної гри, покинувши клуб по завершенні сезону 2019/20.
Влітку 2020 року у Араміса було знайдено саркому Юїнга, через що канадець понад рік займався лікуванням, а у липні 2021 року підписав контракт з казахстанським клубом «Шахтар» з Караганди.

### Особисте життя
Син Ігоря Кузіна, колишнього баскетболіста київського «Будівельника» та юнацької збірної України з баскетболу. З ранніх років приїздив в гості до дідуся та бабусі в Київ. Також проживав певний період часу в Росії.